# Loop
Loop (с англ. — «петля») — английская рок-группа, образованная в 1986 году Робертом Хэмпсоном в Кройдоне. Группа возглавила инди-чарты Великобритании с альбомами Fade Out (1989) и A Gilded Eternity (1990). Их диссонантное звучание в стиле «транс-рок» вдохновлено творчеством таких музыкантов, как The Stooges и Can, и способствовало возрождению концепции спейс-рока в конце 1980-х.
Группа распалась в 1991 году. Хэмпсон вместе с гитаристом Скоттом Доусоном основал экспериментальный проект Main, а Маккей и Уиллс — The Hair and Skin Trading Company. В 2013 году состав 1989–1990 годов (Хэмпсон, Доусон, Джон Уиллс и Нил Маккей) ненадолго воссоединился для серии концертов, а в следующем году Хэмпсон представил новый состав группы, в котором он остался единственным участником оригинального состава.

## Характеристики
Стиль
Их музыкальный стиль можно описать как спейс-рок, психоделический рок, дроун-рок, и нойз-рок.

## Дискография
Смотри статью «Дискография Loop» в англ. разделе.
- Heaven's End (1987)
- Fade Out (1989)
- A Gilded Eternity (1990)
- Array 1 EP (2015)
- Sonancy (2022)